# Louis-Toussaint de La Moussaye
Louis Toussaint de La Moussaye, 2e marquis de La Moussaye (Rennes, 15 novembre 1778 - Paris, 29 mars 1854) est un homme politique, militaire et diplomate français.

## Biographie

### Vie privée
Louis-Toussaint de La Moussaye, naît en Saint-Jean de Rennes le 15 novembre 1778 de Victor-François-Gervais, 1er marquis de La Moussaye (1752-1819), député en Cour par les États de Bretagne en 1788 et émigré à l'armée des princes en  1791, et de Sainte des Cognets (1756-1799).

### Vie publique
Officier d'artillerie, il émigre en 1791 à l'Armée des princes avec son père et son frère. Il sert, en 1794, dans un régiment de Jersey, et prend part en 1795 à l'expédition de Quiberon, où son frère est tué. Ayant pu échapper au massacre, il obtient un brevet de lieutenant dans l'artillerie anglaise.
Rentré en France à l'époque du Consulat, il est autorisé sous le Premier Empire à se rendre en 1806 à la Grande Armée, où il figure dans l'état-major du 9e corps, comme officier-adjoint, et participe à la campagne de Prusse et à celle de Pologne. 
À la paix de Tilsitt, il est nommé, le 12 février 1809, auditeur au conseil d'État. Il est ensuite successivement intendant de la Haute-Autriche le 14 juillet 1809, intendant du cercle de Villach, en Illyrie, le 15 octobre de la même année, intendant de la Carniole le 27 juin 1811.
Il est nommé consul général à Dantzig le 15 mars 1812. Cette dernière fonction avait aux yeux de l'empereur la plus grande importance, car, la guerre avec la Russie étant décidée, La Moussaye devait observer le nord de l'Europe et spécialement les peuples riverains de la Baltique.
Au moment de la retraite de Moscou, La Moussaye est appelé au grand quartier impérial pour recevoir de nouveaux ordres. Étant allé conférer avec Saint-Marsan, à Berlin, il ne peut rentrer à Dantzig déjà cerné par les troupes russes. Il retourne alors à la grande armée, fait la campagne de Saxe, et rentre en France à la fin de 1813. 
Le 5 janvier 1814, il est nommé préfet du Léman. La Restauration le fait secrétaire d'ambassade à Saint-Pétersbourg; il y reste comme chargé d'affaires pendant les Cent-Jours et, après Waterloo, jusqu'au retour du czar dans sa capitale. Il obtient alors un congé, accompagne le duc de Richelieu en Hanovre, et devient ministre plénipotentiaire à Stuttgart en 1817, et à Munich en 1821. 
Nommé président du collège électoral des Côtes-du-Nord le 13 octobre 1820, il est élu, le 4 novembre suivant, député du 2e arrondissement des Côtes-du-Nord (Dinan). Réélu ensuite, le 25 février 1824 et le 24 novembre 1827, par le grand collège du même département, il prend place parmi les ministériels, et monte rarement à la tribune. 
En 1827 il est nommé ambassadeur de France au royaume uni des Pays-Bas, avec résidence alternative à la Haye et à Bruxelles. Il réside dans cette dernière ville quand éclatent les émeutes d'août 1830 à Bruxelles dans la nuit du 25 août 1830, qui sont l'élément déclencheur de la révolution belge. La Moussaye s'efforce de protéger le prince d'Orange, refuse de laisser arborer le drapeau révolutionnaire français sur l'hôtel de ville de Bruxelles et s'oppose également à la proclamation de la réunion de la Belgique à la France. L'opinion publique proteste à Paris contre ces scrupules diplomatiques; La Moussaye est rappelé et ne reçoit à son arrivée que les félicitations de l'ambassadeur d'Angleterre. Quelques années après, le gouvernement l'élève à la pairie, le 11 septembre 1835; il siége  à la Chambre haute jusqu'en 1848.

## Famille
Il épouse, le 22 décembre 1826, Alexandrine Léopoldine de La Rochefoucauld (1801-1878), fille d'Alexandre Armand de La Rochefoucauld, 5e comte de Cousages et de Marie Anne Marguerite de Chéry. Ils ont six enfants.
- Marie de La Moussaye (1824 - 26 février 1870) épouse Eugène de de Viry, 4e comte de Viry (23 août 1822 - 28 août 1877), dont descendance ;
- Élisabeth Anne Casimire de La Moussaye (26 novembre 1825 - ?), célibataire, sans enfants ;
- Marguerite Gabrielle Victorine de La Moussaye (30 mars 1827 - ?), célibataire, sans enfants ;
- Claire Marie Gustave de La Moussaye (7 février 1829 - 3 mars 1886), célibataire, sans enfants ;
- Louis Alain Guillaume Olivier de La Moussaye, comte de La Moussaye (1830 - ?), célibataire, sans enfants ;
- Georges Maurice Olivier Marie de La Moussaye, 3e marquis de La Moussaye (20 avril 1838 - 13 mai 1909) épouse Marie Sophie Béatrice de Séran (9 septembre 1848 - 30 janvier 1922), dont descendance.

## Distinctions

### Décorations françaises
- Grand officier de la Légion d'honneur
  -  Commandeur de la Légion d'honneur
  -  Officier de la Légion d'honneur
  -  Chevalier de la Légion d'honneur
- Chevalier de l'Ordre royal et militaire de Saint-Louis